# エクリプティカ
『エクリプティカ』（Ecliptica）は、フィンランドのパワーメタルバンド、ソナタ・アークティカが1999年に発表した初のスタジオ・アルバム。本項では2014年にリリースされた「15TH ANNIVERSARY EDITION」についても解説する。

## 収録曲
1. ブランク・ファイル - Blank File
2. マイ・ランド - My Land
3. エイス・コマンドメント - 8th Commandment
4. レプリカ - Replica
5. キングダム・フォー・ア・ハート - Kingdom for a Heart
6. フルムーン - FullMoon
7. レター・トゥ・ダナ - Letter to Dana
8. アンオープンド - UnOpened
9. ピクチャリング・ザ・パスト - Picturing the Past
10. ディストラクション・プリヴェンダー - Destruction Preventer
11. メリー・ルー - Mary-Lou ※

※日本盤ボーナストラック

## 参加ミュージシャン
- トニー・カッコ - vocals, keyboards
- ヤニ・リーマタイネン - guitar
- ヤンネ・キヴィラフィティ - bass
- トミー・ポルティモ - drums

## ECLIPTICA REVISITED 15TH ANNIVERSARY EDITION
「ECLIPTICA」の15周年記念盤としてリリースされた作品。日本では先行販売として2014年10月22日にリリース。現行のメンバーでリレコーディングが行われている。ボーナストラックとして収録された「アイム・ホーンテッド」は前身バンドであるTRICKY BEANS時代の楽曲。「アイ・キャント・ダンス」はGENESISのカバー曲。

### 収録曲
1. ブランク・ファイル - Blank File
2. マイ・ランド - My Land
3. エイス・コマンドメント - 8th Commandment
4. レプリカ - Replica
5. キングダム・フォー・ア・ハート - Kingdom for a Heart
6. フルムーン - FullMoon
7. レター・トゥ・ダナ - Letter to Dana
8. アンオープンド - UnOpened
9. ピクチャリング・ザ・パスト - Picturing the Past
10. ディストラクション・プリヴェンダー - Destruction Preventer
11. アイム・ホーンテッド※
12. アイ・キャント・ダンス※

※日本盤ボーナストラック

### 参加ミュージシャン
- トニー・カッコ - vocals
- エリアス・ヴィルヤネン - guitar
- ヘンリク・クリンゲンベリ - keybords
- パシ・カウッピネン - bass
- トミー・ポルティモ - drums